# كأس البرتغال 1925–26
كأس البرتغال 1925–26 (بالبرتغالية: Campeonato de Portugal de 1925–26‏) هو الموسم 5 من كأس البرتغال. أقيم خلال الفترة 9 مايو 1926 وحتى 6 يونيو 1926، وأشرف على تنظيمه اتحاد البرتغال لكرة القدم، وكان عدد الأندية المشاركة فيه 12، وفاز فيه نادي ماريتيمو.